# Gansau
Gansau war ein Ortsteil der Gemeinde Windeck im Rhein-Sieg-Kreis. Er gehört heute zu Wiedenhof.

## Lage
Gansau liegt in der Siegaue. Nachbarorte sind Eich im Norden und Hausen im Südosten. Der Ort liegt an der Einmündung der Landesstraße 312 in die Bundesstraße 256.

## Geschichte
Das Dorf gehörte zum Kirchspiel Rosbach und zeitweise zur Bürgermeisterei Dattenfeld.
1830 hatte Gansau 21 Einwohner.
1845 hatte der Weiler 13 evangelische Einwohner in drei Häusern. 1863 waren es 25 Personen. 1888 gab es 46 Bewohner in sieben Häusern.
1962 wohnten hier 40 und 1976 24 Personen.